# アンドレア・シャーニー
アンドレア・シャーニー）Andrea Scherney、1966年8月26日 - ）は、オーストリアのホルン出身の女子元陸上競技選手。現在はウィーン在住。
20歳の時にオートバイの事故により左足をひざ下から切断することになった。その後は陸上選手として1996年のアトランタパラリンピックから2008年の北京パラリンピックまで続けて出場しており、4度のパラリンピックで金メダルを3枚、銀メダルを2枚獲得している。また、2003年の6月20日にはオランダのアッセンで障害F44クラスの五種競技の世界記録も打ち立てている。
オーストリア障害者スポーツ協会の理事を務めており、ウィーン大学ではスポーツの講師も務めている。
2007年には結婚しており、2008年には北京オリンピックを最後に競技からの引退を表明した。